# Une minute pour prier, une seconde pour mourir
Pour plus de détails, voir Fiche technique et Distribution.
Une minute pour prier, une seconde pour mourir (Un minuto per pregare, un istante per morire) est un western spaghetti italien réalisé par Franco Giraldi et sorti en 1968.

## Synopsis
Clay McCord est un hors-la-loi en fuite paralysé du bras droit dont la tête est mise à prix pour 10 000 $. Clay se rend chez le père Santana pour se faire soigner le bras, mais il le trouve mort. Il poursuit alors sa route vers Escondido, un village assiégé par les hommes du shérif Krant, bloquant l'approvisionnement de la population, réduite au minimum.

## Fiche technique
Sauf indication contraire, les informations mentionnées dans cette section peuvent être confirmées par la base de données cinématographiques IMDb,  présente dans la section « Liens externes ».
- Titre français : Une minute pour prier, une seconde pour mourir[1]
- Titre original italien : Un minuto per pregare, un istante per morire[2]
- Réalisation : Franco Giraldi
- Scénario : Ugo Liberatore
- Photographie : Aiace Parolin (it)
- Montage : Alberto Gallitti
- Musique : Carlo Rustichelli, dirigé par Bruno Nicolai
- Décors : Massimiliano Capriccioli
- Costumes : Luciana Fortini
- Maquillage : Michele Trimarchi
- Production : Gianni Hecht Lucari (it), Fausto Saraceni (it)
- Société de production : Documento Film
- Pays de production :  Italie
- Langue de tournage : italien
- Format : Couleur par Eastmancolor - 1,85:1 - Son mono - 35 mm
- Durée : 110 minutes (1 h 40[2])
- Genre : Western spaghetti
- Dates de sortie :
  - Italie : 8 février 1968[3]
  - France : 13 novembre 1968[1]

## Distribution
- Alex Cord (VF : Jean-Pierre Duclos) : Clay McCord
- Arthur Kennedy (VF : Raymond Loyer) : Roy W. Colby
- Robert Ryan (VF : Jean-Claude Michel) : Lem Carter
- Nicoletta Machiavelli : Laurinda
- Mario Brega (VF : Pierre Collet) : Kraut
- Giampiero Albertini (VF : Albert Médina) : Fred Duskin
- Enzo Fiermonte (VF : Claude Dasset) : Docteur Chase
- Renato Romano (VF : Jacques Deschamps) : Jim « Cheap » (« Vend-Tout » en VF) Charley
- Franco Lantieri (VF : Albert Augier) : Burt, le shérif adjoint
- Franco Balducci : Un acolyte de Kraut
- Massimo Sarchielli : Pete
- Spartaco Conversi : Le pistolero avec Kraut
- Osiride Pevarello (VF : Jean Berton) : Fuzzy
- Aldo Sambrell (VF : Serge Lhorca) : Jesǘs Maria
- Antonio Molino Rojo (VF : Raymond Loyer) : Sein
- Franco Gulà (VF : Jean Berton) : le vieux desperado amnistié
- Giovanni Ivan Scratuglia
- Gino Marturano
- Silla Bettini